# Abadía de Ulingsheide
La abadía de Ulingheide es un antiguo convento de los monjes trapenses, con el nombre Nuestra Señora de la Inmaculada Concepción en Tegelen cerca de la frontera con Alemania.

## Historia

### Monasterio trapense
En la abadía se vive y trabaja en un concepto llamado Comunidad Monástica Contemplativa, donde la oración es central.
La primera ubicación en Tegelen se asentó en 1884, cuando unos monjes se establecieron en el «Uelingsheide» como un exceso de monjes provenientes de la abadía de Westmalle, en Bélgica. Compraron una granja que posteriormente se amplió, y comenzaron a cultivar los alrededores de tierra para la propia subsistencia. Más tarde convirtieron la granja en un monasterio y en 1933 fue elevado al estatus de abadía. También en 1898 adquirieron la fábrica de vino de misa de Westmalle. Debido a la demanda de otros vinos, la gama de productos se amplió. Además, los monjes producen un licor de monasterio en exclusiva. Todo esto fue la base de su compañía que recibió el nombre de Wijnstekerij Uelingsheide y la exportación creció, no sólo a clientes holandeses y belgas sino también a otros países europeos. La iglesia actual y la casa de huéspedes, data de 1928, pero fue renovada de 1966 a 1968. Durante la Segunda Guerra Mundial el edificio fue bombardeado y tres alas del edificio se destruyeron y fueron reconstruidas en un estilo diferente después de la guerra.
El Concilio Vaticano II tuvo efectos en la secularización así como también los monasterios, incluyendo la Abadía Ulingsheide. El número de aspirantes a monjes dejó de crecer y poco a poco el número de monjes fue bajando. Debido al envejecimiento de la comunidad de los monjes desde el año 2007, el complejo grande fue abandonado. El resto de los monjes se alojaron en un pequeño anexo de la abadía.

## Productos
A diferencia de algunos otros monasterios trapenses, en este monasterio no se elabora la famosa cerveza trapense, pero sí licor trapense. Era, y es, un importante fabricante de vino de misa. Además, en la cripta bajo la capilla se halla una biblioteca.

## Museo
En la cripta hay un museo con la colección de reliquias de Amandus Prick, que sirven para ejemplificar la artesanía, el espíritu y la imaginería de imágenes de santos de la tradición Católica.

## La arquitectura
La capilla del convento data de 1926 y fue construido siguiendo un diseño del arquitecto Frans Stoks. El estilo arquitectónico pertenece al tradicionalismo con influencias del expresionismo y art déco. Hacia 1980 se renovó el interior de la capilla. En el ábside se erigieron arcos parabólicos entre la nave central y naves laterales del transepto en ladrillo y vidrio. Para la construcción se utiliza piedra natural proveniente de las cercanías.
La capilla con portal de entrada y sacristía también son de interés general por la ubicación, en las afueras de Tegelen en las proximidades de la frontera con Alemania, debido a que su tipología es muy rara y la el complejo de edificios se encuentra en un estado razonable. En 1940 se instala en esta abadía un órgano con doce manuales de Adema-Schreurs construido por el francés Cavaillé Coll; los nuevos tubos de órgano fueron restaurados parcialmente en 1982 por el alemán Strohmer.
Aunque parte del complejo del monasterio tiene un estatus de protección de acuerdo a los criterios del Instituto Nacional de Patrimonio Cultural, los residentes temían que en 2012, la A74 perturbara la relativa calma.